# つくばセンタービル
つくばセンタービル（Tsukuba Center building）は茨城県つくば市吾妻一丁目にあるビル（複合施設）である。筑波研究学園都市センター地区の中核施設で、同都市のランドマークとなっている。建築家・磯崎新の代表作であり、日本のポストモダン建築の代表的な作品とされる。

## 概要
住宅・都市整備公団（現：都市再生機構）により、新治郡桜村大字花室字千上前1364番地外（1984年（昭和59年）11月1日より桜村吾妻一丁目1364番地1、現在はつくば市吾妻一丁目10番地1）に建設されたビルである。1980年（昭和55年）6月に着工、1983年（昭和58年）6月に竣工し、同月10日にオープンした。ホテル、コンサートホール、商店街、広場などからなる複合施設で、筑波研究学園都市の中核をなす。
磯崎の得意とする幾何学的なデザインを多用するほかポストモダンの特徴である歴史引用を行い、隠喩や象徴をちりばめたマニエリスム的な作品である。ローマのカンピドリオ広場を反転した広場（フォーラム）があり、カンピドリオ広場は丘を登った場所にあり中心に銅像が建っているのに対し、つくばセンタービルでは広場が低い位置にあり中心は噴水である。
竣工当時、廃墟化したつくばセンタービルのパース図が公表されたことも話題になった。磯崎は本作の竣工後、一時的なスランプに陥ったという。
Tsukuba Center（つくばセンター）の略「TC」の文字を意匠化したものが最も高い方のビル上部に描かれている。
2022年5月にレストラン街アイアイモール跡地を、「働く人を支援する場」としてオフィスやコワーキングスペース、シェアキッチンなどを有した施設「co-en」にリニューアルした。

## 施設
- ホテル日航つくば（旧名：オークラフロンティアホテルつくば）（本館、アネックス）
- ノバホール（コンサートホール）
- 吾妻交流センター（社会教育施設）
- つくばイノベーションプラザ（旧：つくばインフォメーションセンター）
- つくば市市民活動センター
- 業務施設（レストラン街「アイアイモール」、オフィス）
- つくばセンター広場
- ジャイアントオタマトーン

1990年（平成2年）に別館が竣工した。

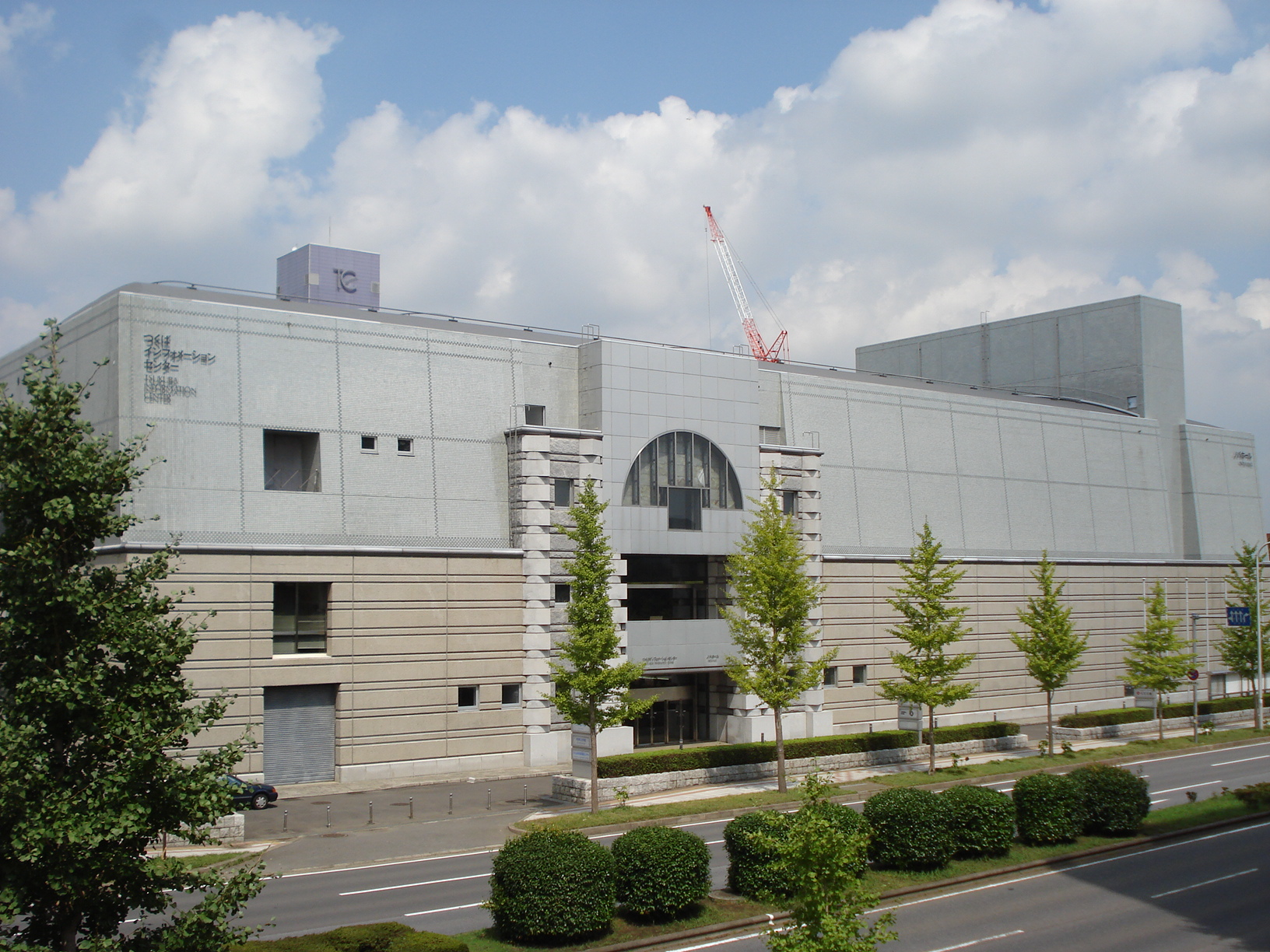
ノバホール
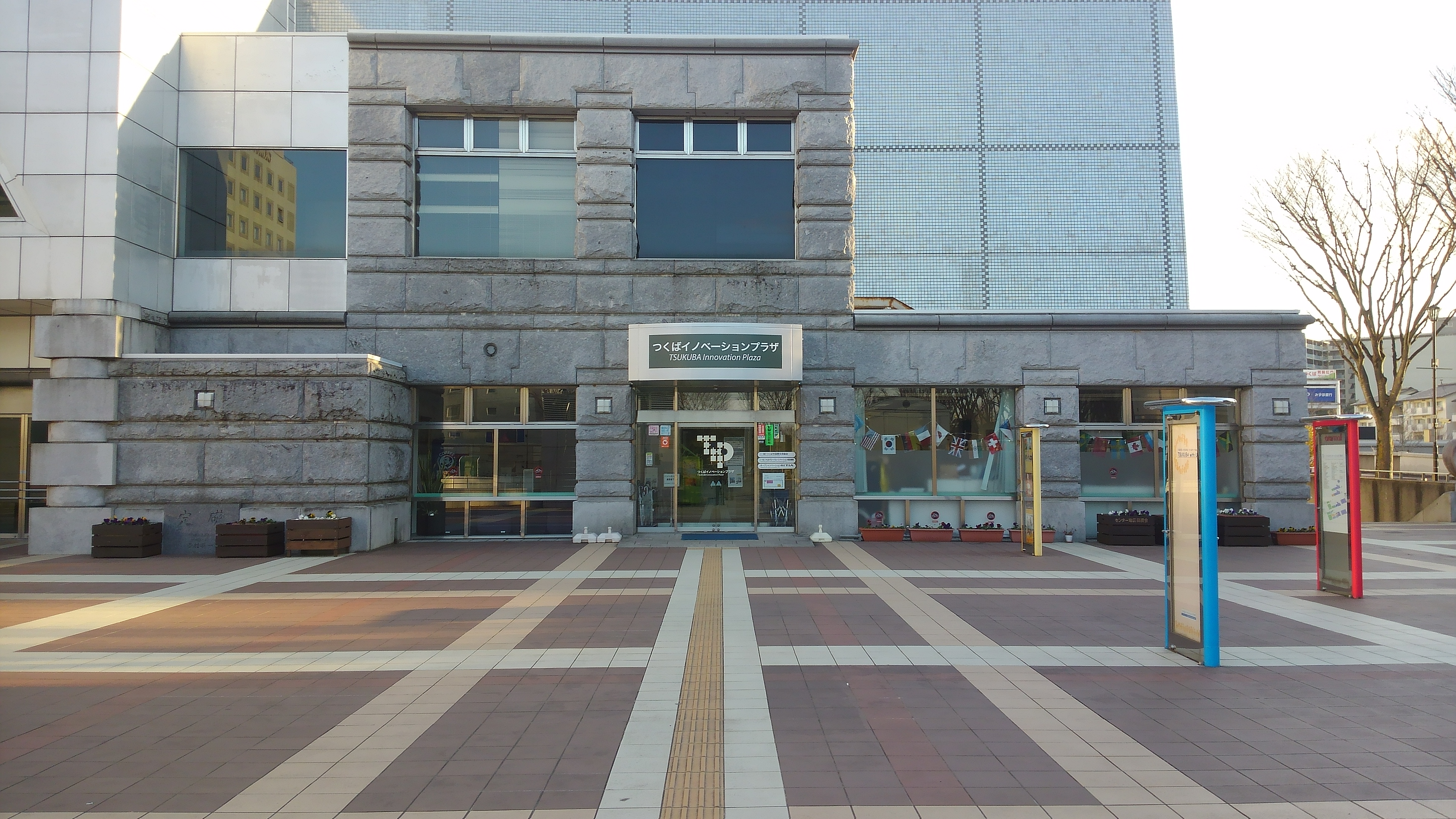
つくばイノベーションプラザ（2017年1月撮影）
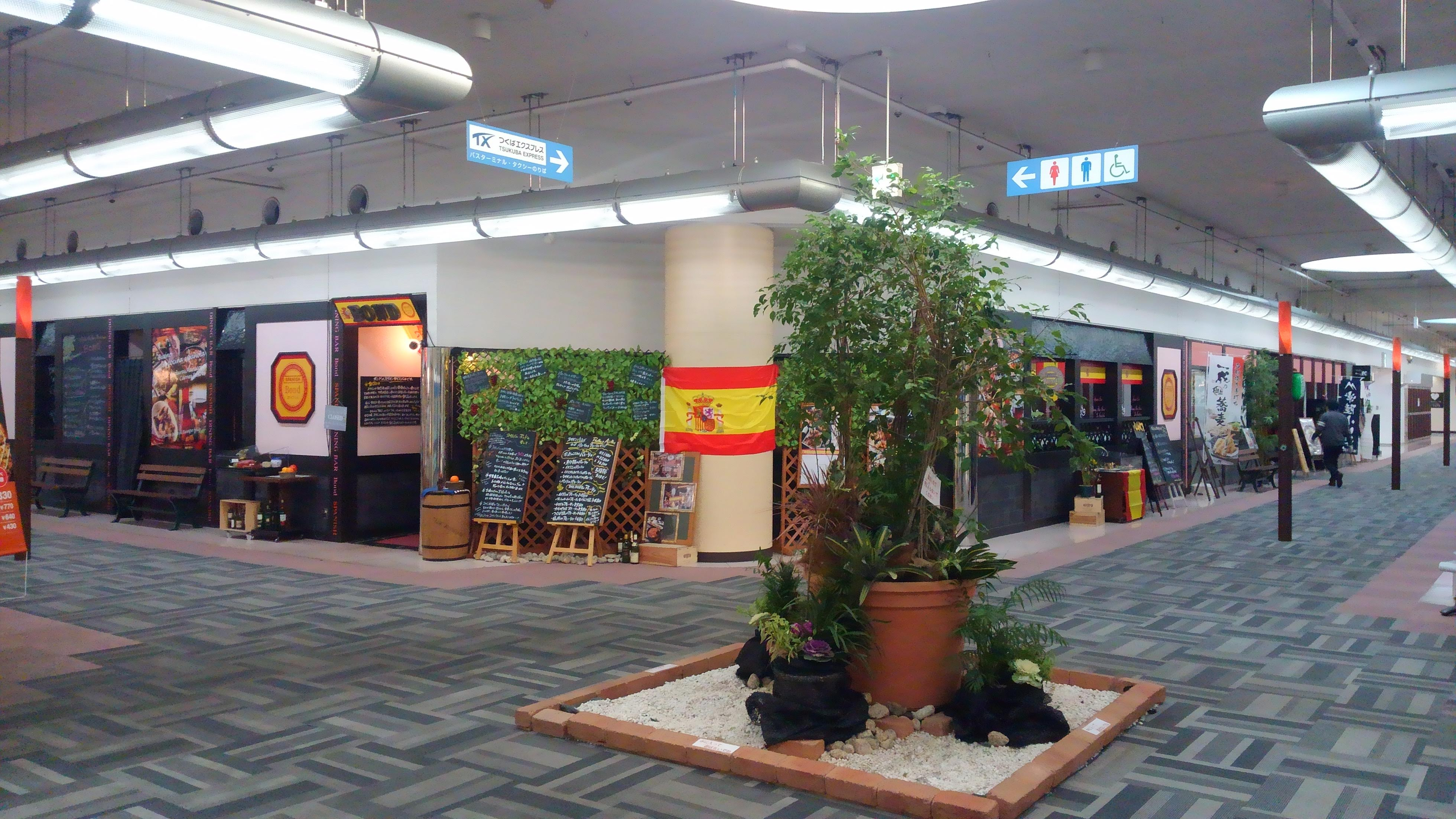
アイアイモールの内部 （2017年1月撮影）
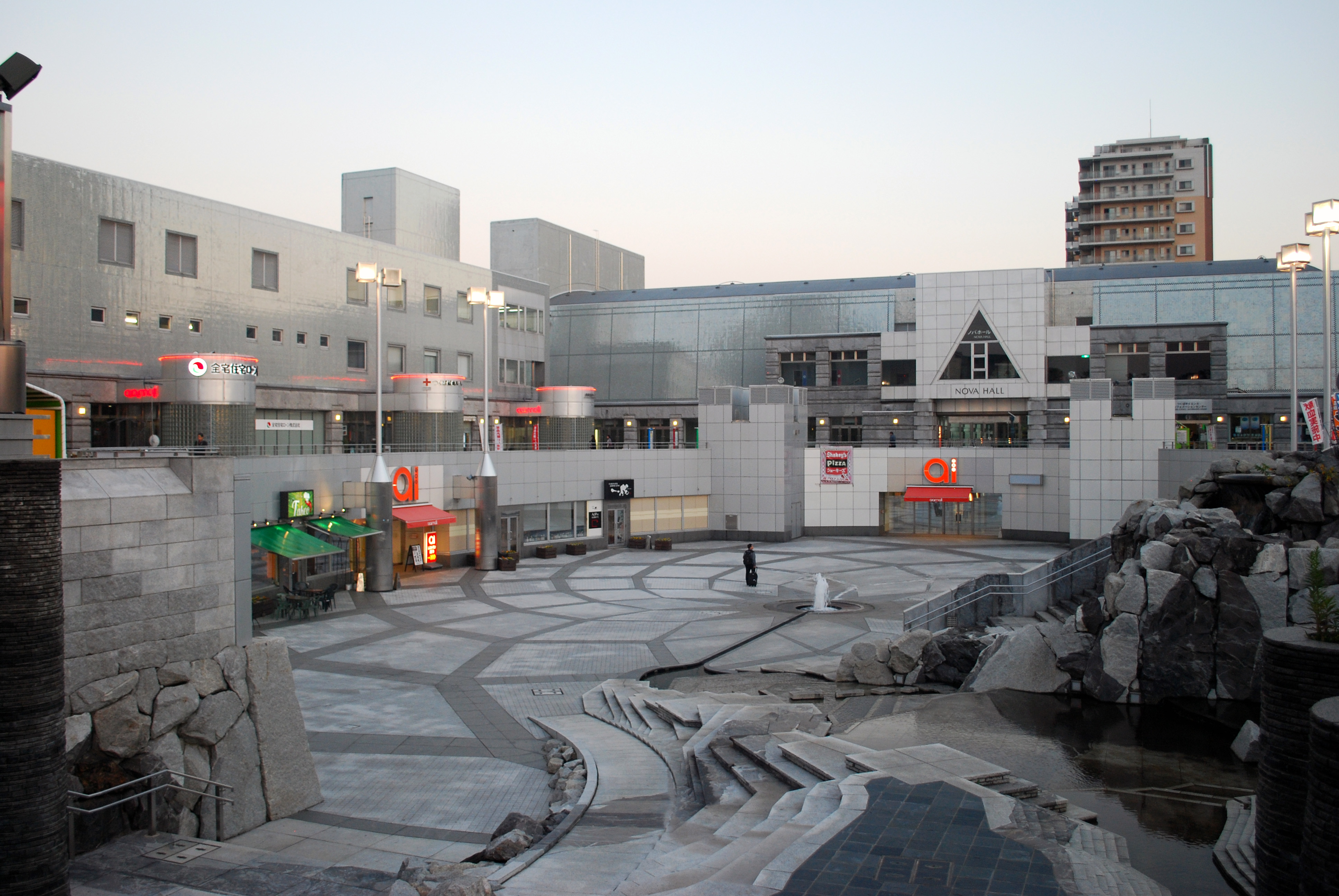
つくばセンター広場

## 交通
- 首都圏新都市鉄道つくばエクスプレスつくば駅A3出口前 - 2005年（平成17年）8月24日開業
- つくばセンターバスターミナル直結 - 1985年（昭和60年）3月14日開設

当ビル完成当初の一時期は「つくばセンタービル」を名乗るバス停留所が存在した。

## 放送・映画
広場では東映のスーパー戦隊シリーズや平成仮面ライダーシリーズといった特撮作品や、その他テレビドラマなどの撮影が行われている。
- 超電子バイオマン - 1984年（昭和59年）にテレビ朝日系列で放送された特撮テレビドラマ。オープニングやエンディングの映像に当ビルが登場するほか、バイオマンの5人がポーズを決めるスチール写真が当ビルをバックに撮影された。